# История Азорских островов

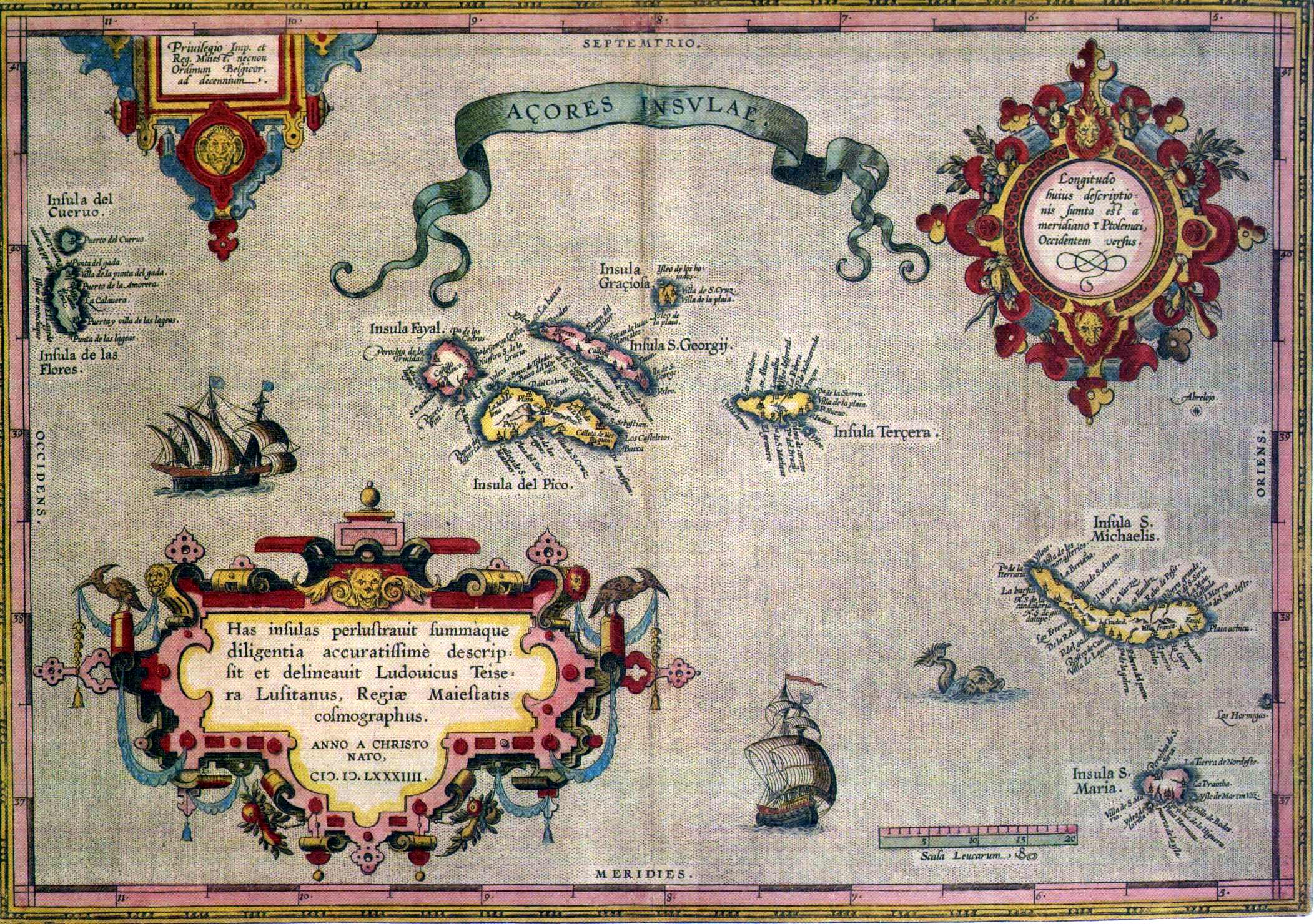
Старая карта Азорских островов. Около 1584 года.

Точная дата открытия Азорских островов неизвестна. Есть основания полагать, что Азорские острова были известны ещё карфагенянам. Это доказывают найденные на Корву пунические монеты. Предположительно в IX веке здесь высаживались норманны. Знали о них и арабы. В 1427 году португалец Диогу де Силвеш открыл острова Санта-Мария и Сан-Мигел. 15 августа 1432 года португалец Гонсалу Велью Кабрал заново открыл остров Санта-Мария, на котором уже в 1457 году высадились португальские или фламандские мореплаватели. Колонизация необитаемых островов началась в 1439 году, когда на них прибыли первые люди, в основном из провинций Алгарви и Алентежу. В следующие века острова заселялись жителями стран Европы, в основном северной Франции и Фландрии.
После Санта-Марии были открыты Сан-Мигел и Терсейра. Затем была открыта центральная группа островов: Грасиоза, Сан-Жоржи, Пику и Фаял. Последними в 1452 году были открыты Корву и Флориш. В 1439 году была основана «Прайя душ Лобуш». Первой столицей острова Сан-Мигель стала Вила Франка ду Кампу. В 1552 году Вила Франка была уничтожена сильным землетрясением, новой столицей острова стала Понта-Делгада.
Третьим островом был открыт остров первоначально названный островом Иисуса Христа, позже переименованный в Терсейру. Фаял, упоминавшийся в старых письмах и обозначавшийся на навигационных картах как «Insule de venture», возможно, был открыт в первой половине XV века. На северном побережье Фаяла расположено поселение, основанное в 1460 году колонистами, прибывшими сюда из северной Португалии. Остальные 2 острова, входящие в восточную группу островов, были открыты последними. Флориш и Корву были открыты около 1452 года Диогу ди Тейве и его сыном Жуаном ди Тейве. Первоначально остров Флориш был назван островом Святого Томаса и Святой Ирины, но в связи с тем, что на нём в избытке росла горчица полевая (растение жёлтого цвета), остров был переименован в более соответствующее ему — «Флориш». В 1470 году остров посетил фламандский аристократ Виллем ван дер Хаген.
В 1580—1640 годах Азорскими островами, в связи с ослаблением власти Португалии в её доминионах, управляла Испания. В это время близ островов шли ожесточённые бои между испанскими и английскими пиратами. Экономическому процветанию островов способствовало предоставление Португалии независимости и вступление на престол династии Браганса в 1640 году. Так как Азорские острова занимали выгодное стратегическое положение, в XVI—XVII веках они превратились в центр судоходства Европы, Африки, Востока и Америки.
Процветание островов началось после вторжения Франции на Пиренейский полуостров и эвакуации Жуана VI на корабле в Бразилию, когда ограничения торговли были устранены. Начавшаяся в 1820 году гражданская война в Португалии сильно отразилась на жизни населения Азорских островов. В 1829 году на выборах в Вила-да-Прая победили либералы, до которых у власти находились абсолютисты. В результате в Португалии был установлен новый режим. На острове Терсейра расположилась штаб-квартира либералов, а также регентский совет, главой которой назначили Марию II.
В 1836—1976 годах архипелаг был разделён на 3 округа, обладавших такими же правами, как и округа, расположенные на материковой части Португалии. Деление было произвольным и не зависело от числа островных групп. В округ Ангра входили: Терсейра, Сан-Жоржи и Грасиоса, столицей округа была Ангра-ду-Эроишму, расположенная на острове Терсейра. В округ Орта входили: Пику, Фаял, Флориш и Корву, столицей округа была Орта. В округ Понта-Делгада входили: Сан-Мигел и Санта-Мария, столицей округа был город с одноимённым названием.
В 1976 году Азорские острова получили статус автономного региона Португалии, округа были ликвидированы.